# Vengeance 2001
Vengeance 2001 was een professioneel worstel-pay-per-viewevenement dat geproduceerd werd door World Wrestling Federation (WWF). Dit evenement was de eerste editie van Vengeance en vond plaats in de San Diego Sports Arena in San Diego, Californië op 9 december 2001.
De belangrijkste gebeurtenis was een 3-match toernooi om de twee titels WCW Championship en WWF Championship. Chris jericho won de match en won beide titels.

## Matchen
| Nr.                                                                          | Match | Winnaar(s)              |
| ---------------------------------------------------------------------------- | --- | ----------------------- |
| -                                                                            | The APA vs. Billy en Chuck in een tag team match                                                                     | The APA                 |
| 1                                                                            | Christian & Test vs. Scotty 2 Hotty & Albert in een tag team match                                                   | Scotty 2 Hotty & Albert |
| 2                                                                            | Edge (c) vs. William Regal in een een-op-eenmatch voor het WWF Intercontinental Championship                         | Edge (c)                |
| 3                                                                            | Jeff Hardy vs. Matt Hardy in een een-op-eenmatch met Lita als special guest referee                                  | Jeff Hardy              |
| 4                                                                            | Dudley Boyz (c) (met Stacy Keibler) vs. The Big Show & Kane in een tag team match voor het WWF Tag Team Championship | Dudley Boyz (c)         |
| 5                                                                            | Rob Van Dam (c) vs. The Undertaker in een een-op-eenmatch voor het WWF Hardcore Championship                         | The Undertaker (nc)     |
| 6                                                                            | Trish Stratus (c) vs. Jacqueline in een een-op-eenmatch voor het WWF Women's Championship                            | Trish Stratus (c)       |
| 7                                                                            | Steve Austin (c) vs. Kurt Angle in een een-op-eenmatch voor het WWF Championship                                     | Steve Austin (c)        |
| 8                                                                            | The Rock (c) vs. Chris Jericho in een een-op-eenmatch voor het WCW Championship                                      | Chris Jericho (nc)      |
| 9                                                                            | Chris Jericho (c) vs. Steve Austin (c) in een een-op-eenmatch voor het WCW Championship en WWF Championship          | Chris Jericho (nc)      |
| (c) huidige kampioen voor en na de match \| (nc) nieuwe kampioen na de match | |                         |